# Zachary Garred
Zachary Garred (13 de dezembro de 1986) é um ator australiano. Nasceu em Newcastle e um dos seus trabalhos foi o seriado Portal do Intercâmbio. No qual faz o papel de Brett Miller, um garoto que vive na Austrália com sua mãe irmã, padrasto e o filho deste. Na série ele descobre um portal que o leva para o outro lado do mundo, lá ele encontra Hannah, e juntos eles vivem as várias aventuras. Ele também participou de um dos episódios de Blue Water High ( no Brasil Galera do Surfe), no qual interpreta o Luke, que se apaixona pela Fly (Fiona).

## Filmografia
| Ano       | Trabalho         | Personagem                       | Referancias                |
| --------- | ---------------- | -------------------------------- | -------------------------- |
| 2018      | Occupation       | Dennis                           |                            |
| 2014      | General Hospital | Levi Dunkleman/Peter Harrell Jr. | Recorrente - 32 episódios. |
| 2009      | My Place         | Soldado                          | 01 episódio.               |
| 2008      | Out of the Blue  | Craig                            | 02 episódios.              |
| 2006      | Two Twisted      | Ator                             | 01 episódio.               |
| 2006-2008 | All Saints       | Aiden Bradbury/Rhys Henderson    | 02 episódios.              |
| 2005      | Home and Away    | Bert Biddle                      | 05 episódios.              |
| 2004      | Foreign Exchange | Brett Miller                     | 26 episódios .             |